# Верховинсько-Путильське низькогір'я

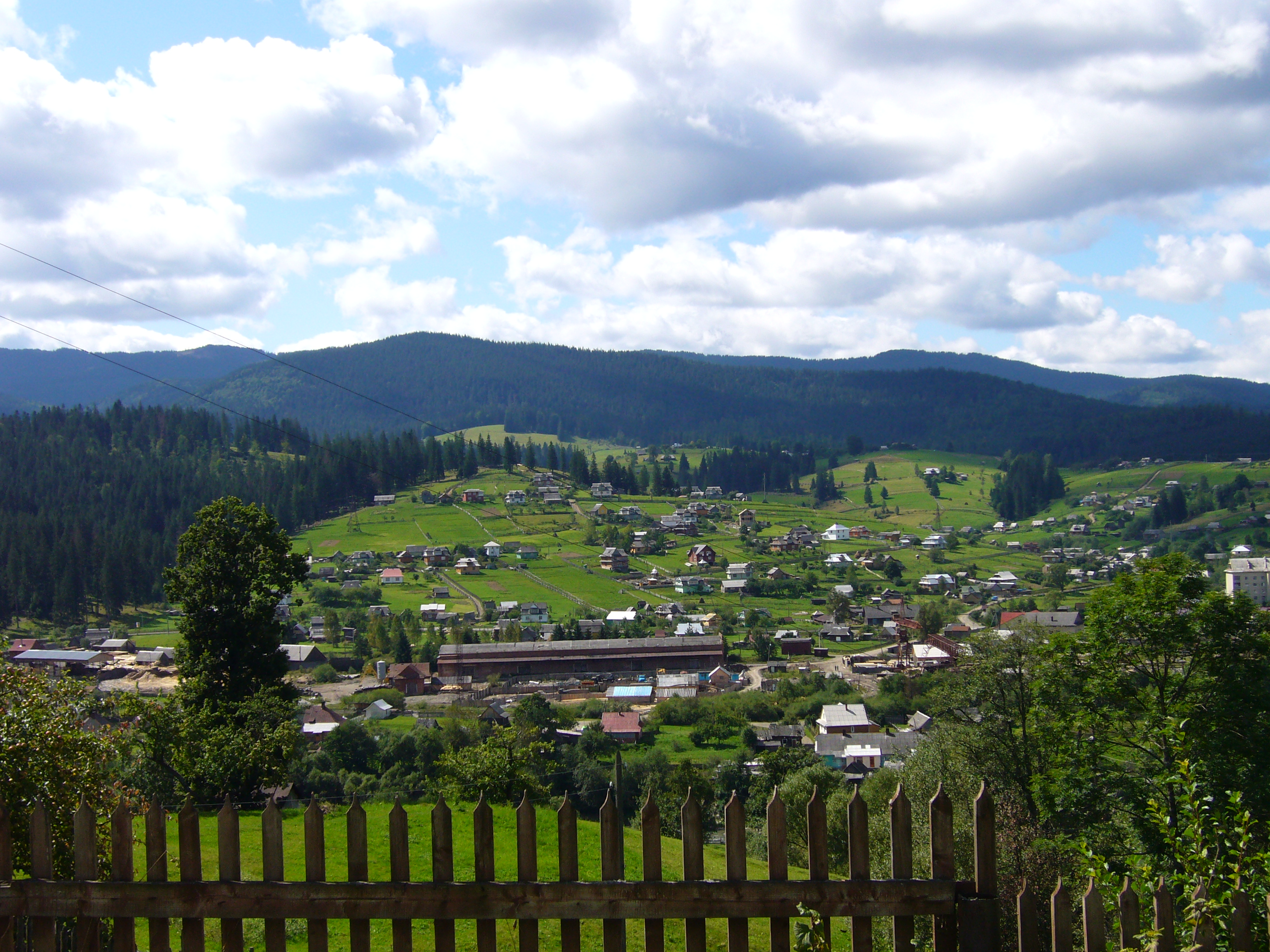
Ворохта-Путильське низькогір'я біля Ворохти.

Ворохта-Путильське низькогір'я (інша назва — Верховинсько-Путильське низькогір'я) — міжгірська область в Українських Карпатах, у межах Івано-Франківської та частково Чернівецької областей. Простягається вузькою смугою з північного заходу на південних схід від басейну верхньої течії р. Пруту (Яблуницький перевал, смт Ворохта) до р. Сучави (на кордоні з Румунією), розділяючи Гуцульщину на дві частини. З півночі та північного сходу прилягає до Ґорґан і Покутсько-Буковинських Карпат, а з заходу та південного заходу — до Яблуницького хребта, Чорногори і Гринявських гір. Висота до 900–1000 м. Поверхня межиріч плоска. Схили пологі, терасовані. Ялинові ліси, рідше — бучини, вторинні ліси. У долинах річок — сільгоспугіддя. Густо заселена. Найбільші населені пункти: Ворохта, Верховина, Путила. Найбільші річки: Чорний Черемош, Білий Черемош, Путила. Район рекреації. Північно-західна частина низькогір'я лежить у межах Карпатського природного національного парку.